# 西条東ひうち太陽光発電所
西条東ひうち太陽光発電所（さいじょうひがしひうちたいようこうはつでんしょ）は、愛媛県西条市にある今治造船の太陽光発電所（メガソーラー）。

## 概要
今治造船西条工場東ひうち事業部内の遊休地に建設された。約19万平方メートルの敷地に約68,500枚の太陽光パネルが並び、発電規模は17MWと四国最大規模を誇る太陽光発電所である。2013年5月に建設に着工し、2014年2月より売電を開始した。
発電した電力は、全量を四国電力に売電し、年間7億6000万円の収入を見込んでいる。
今治造船では、この他、香川県丸亀市の多度津事業本部にも太陽光発電設備を導入し発電を行っている。

## 発電設備
- 所在地 - 愛媛県西条市ひうち字東ひうち18番1（今治造船西条工場東ひうち事業部内）
- 敷地面積 - 約190,000㎡
- 発電規模 - 17万MW
- パネル - 68,500枚（シャープ製）
- 年間発電量 - 約19,000MWh（一般家庭換算で約5,300世帯の年間電力使用量に相当）
- 年間CO2削減量 - 約9,100t
- 売電開始 - 2014年2月

## 沿革
- 2013年5月 - 建設着工。建設にはJFEエンジニアリングの子会社、JFEテクノスがあたった[3]。
- 2014年2月 - 売電開始。